# Hybanthus purpusii
Hybanthus purpusii là một loài thực vật có hoa trong họ Hoa tím. Loài này được Standl. mô tả khoa học đầu tiên năm 1930.